# Ozero Dub
Ozero Dub (ryska: Озеро Дуб) är en sjö i Belarus.   Den ligger i voblasten Hrodna voblast, i den västra delen av landet, 220 km väster om huvudstaden Minsk. Ozero Dub ligger 121 meter över havet. Arean är 0,21 kvadratkilometer. Den sträcker sig 0,6 kilometer i nord-sydlig riktning, och 1,1 kilometer i öst-västlig riktning.
I omgivningarna runt Ozero Dub växer i huvudsak blandskog. Runt Ozero Dub är det ganska tätbefolkat, med 70 invånare per kvadratkilometer.